# Paul Mazursky
Paul Mazursky (Brooklyn, 25 de abril de 1930 — Los Angeles, 30 de junho de 2014) foi um ator, diretor, produtor, roteirista e dramaturgo norte-americano.
Ele morreu de complicações respiratórias, em 1 de julho de 2014, aos 84 anos.

## Principais filmes

### Como diretor
- 2006 - Yippee
- 2003 - Coast to Coast
- 1996 - Faithful
- 1993 - The Pickle
- 1991 - Cenas em um Shopping
- 1989 - Inimigos, uma História de Amor
- 1988 - Luar Sobre Parador
- 1986 - Down and Out in Beverly Hills
- 1984 - Moscou em Nova York
- 1982 - A Tempestade
- 1980 - Willie e Phil - Uma Cama para Três
- 1978 - Uma Mulher Descasada
- 1976 - Próxima Parada: Bairro Boêmio
- 1974 - Harry, o Amigo de Tonto
- 1973 - Amantes em Veneza
- 1969 - Bob & Carol & Ted & Alice
- 1962 - Last Year at Malibu

### Como roteirista
- 1993 - The Pickle
- 1991 - Scenes from a Mall
- 1989 - Enemies: A Love Story
- 1988 - Moon Over Parador
- 1986 - Down and Out in Beverly Hills
- 1984 - Moscow on the Hudson
- 1982 - Tempest
- 1980 - Willie and Phil
- 1978 - An Unmarried Woman
- 1976 - Next Stop, Greenwich Village
- 1974 - Harry and Tonto
- 1973 - Blume in Love
- 1970 - Alex in Wonderland
- 1969 - Bob & Carol & Ted & Alice
- 1968 - I Love You, Alice B. Toklas!

### Como ator
- 1953 - Fear and Desire

## ligações externas
- Paul Mazursky. no IMDb.